# Perovskia angustifolia
Perovskia angustifolia là một loài thực vật có hoa trong họ Hoa môi. Loài này được Kudrjasch. mô tả khoa học đầu tiên năm 1936.